# هرتزلیا

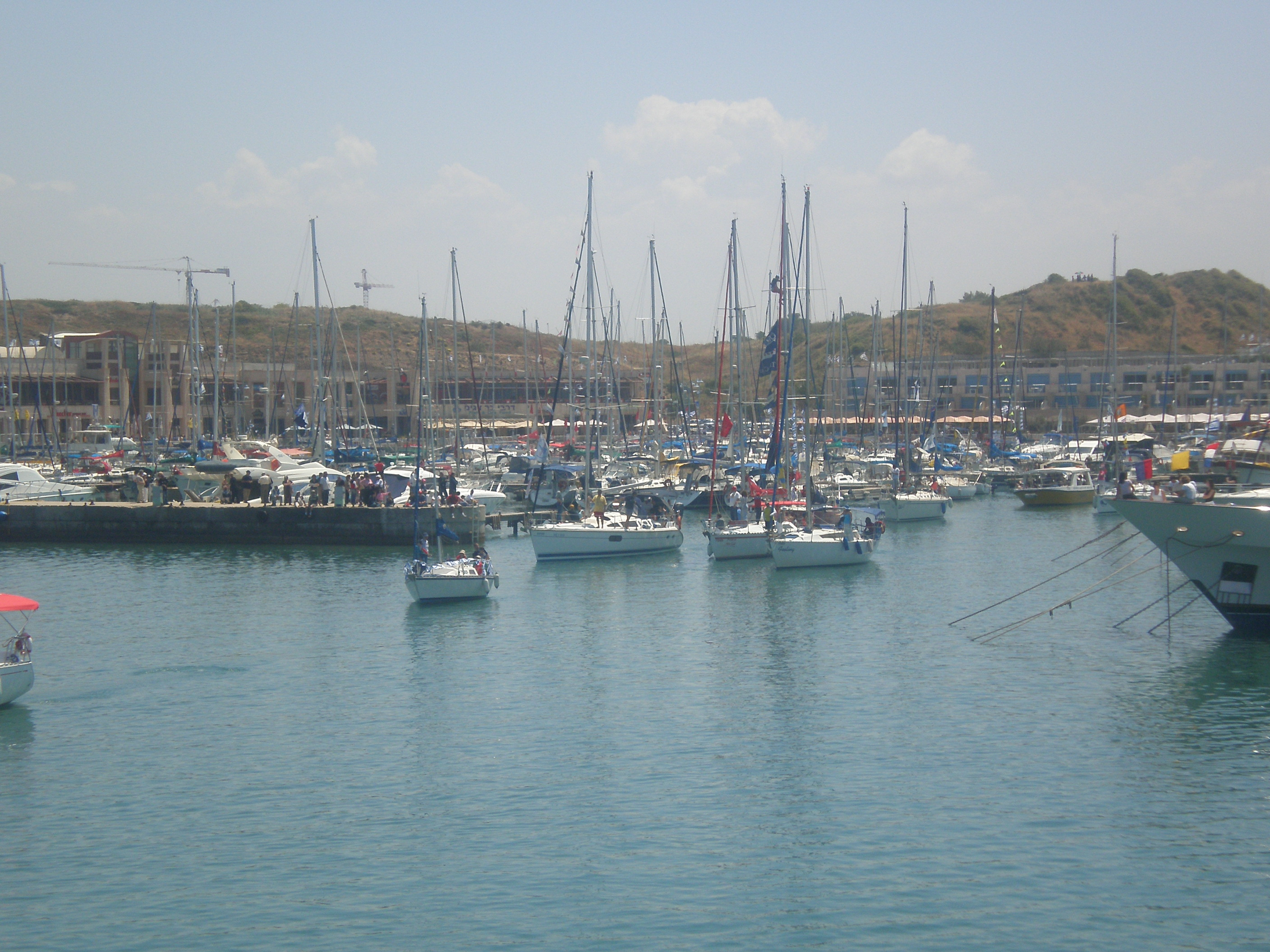
هرتزلیا مارینا.

هرتزلیا (به عبری: הרצליה) نام شهری در استان تل‌آویو اسرائیل است. شهر رخووت در شمال کلان‌شهر تل‌آویو قرار گرفته است. شهر هرتزلیا در حدود ۸۴٬۰۰۰ شهروند دارد. این شهر به افتخار تئودور هرتسل، بنیان‌گذار جنبش صهیونیسم، «هرتزلیا» نام گرفته است. شهر هرتزلیا از گران‌ترین شهرهای اسرائیل برای زندگی محسوب می‌شود.

## نگارخانه

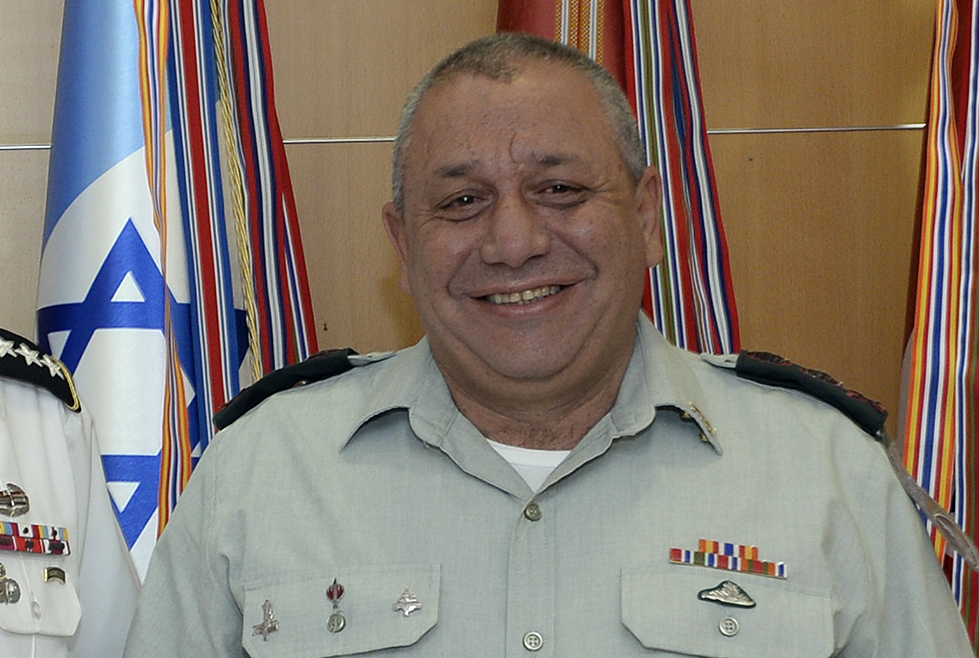
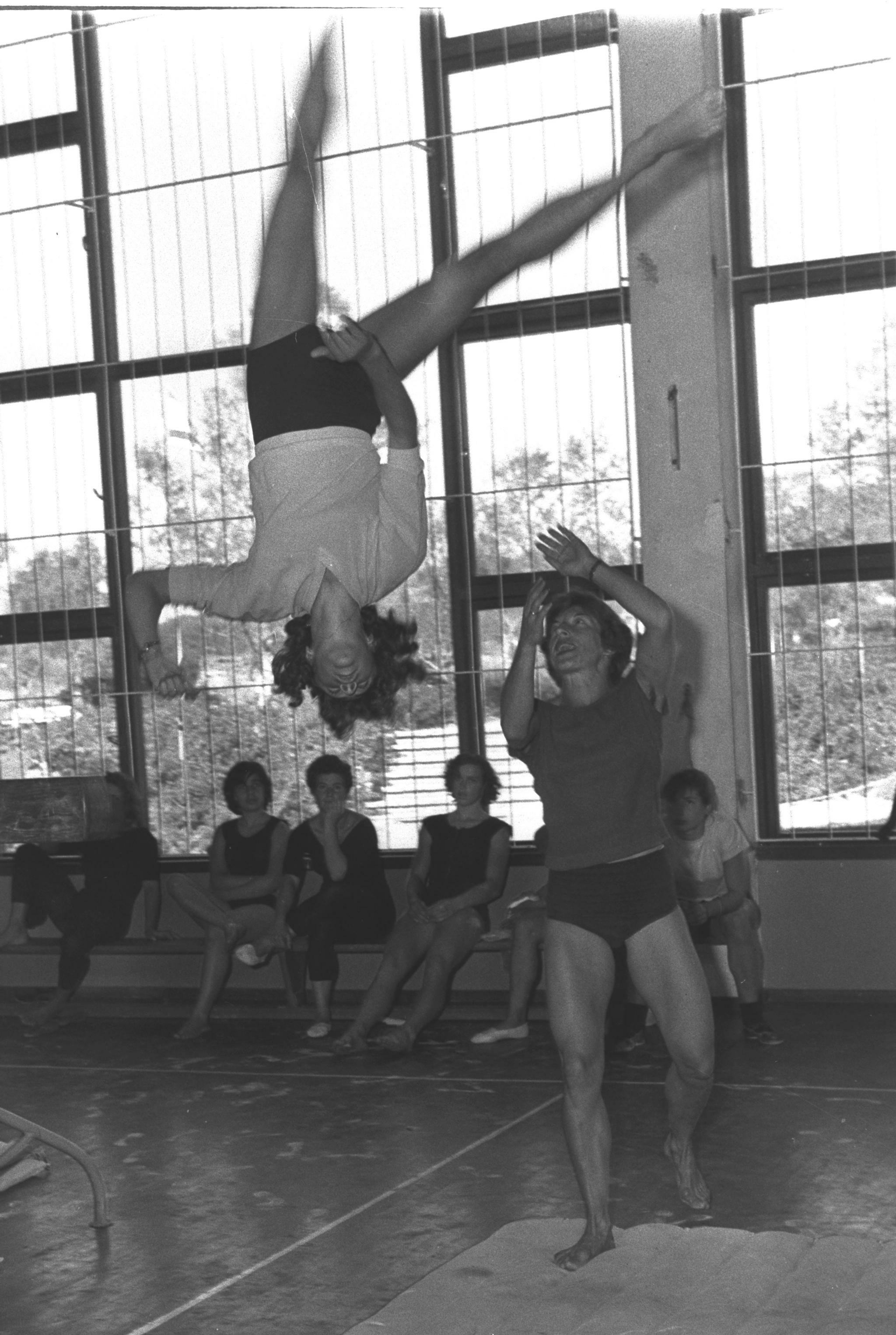